# Saint-Malo-de-la-Lande
Pour les articles homonymes, voir Saint-Malo (homonymie).
Saint-Malo-de-la-Lande est une commune française, située dans le département de la Manche en région Normandie, peuplée de 462 habitants.

## Géographie
Chef-lieu de canton, la commune de Saint-Malo-de-la-Lande est située à huit kilomètres de Coutances et à une trentaine de kilomètres au sud-ouest de Saint-Lô. À une altitude moyenne d'environ 40 mètres, elle est traversée par la Siame, rivière affluant dans l'estuaire de la Sienne.
| Blainville-sur-Mer | Blainville-sur-Mer     | Gratot               |
| Blainville-sur-Mer | Saint-Malo-de-la-Lande | Gratot               |
| Agon-Coutainville  | Tourville-sur-Sienne   | Tourville-sur-Sienne |

### Hydrographie
La commune est située dans le bassin Seine-Normandie. Elle est drainée par la Siame, le cours d'eau 03 du Village de Bas, le ruisseau de Valliere et le ruisseau du Pont au Blanc,,.
La Siame, d'une longueur de 10 km, prend sa source dans la commune de Gratot et se jette  dans le golfe de Saint-Malo en limite de Tourville-sur-Sienne et d'Agon-Coutainville, après avoir traversé quatre communes. 

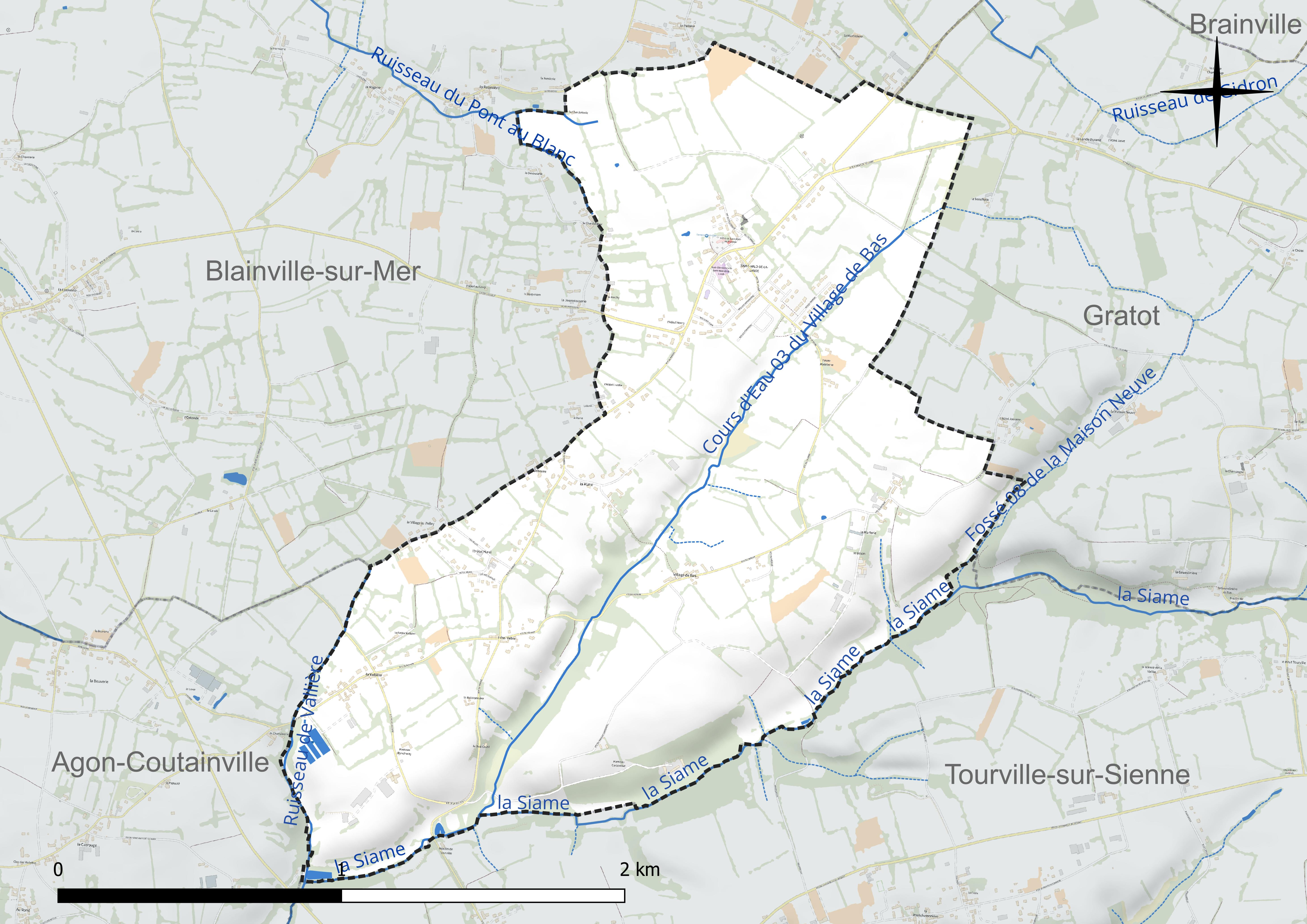
Réseau hydrographique de Saint-Malo-de-la-Lande.

### Climat
Pour des articles plus généraux, voir Climat de la Normandie et Climat de la Manche.
En 2010, le climat de la commune est de type climat océanique franc, selon une étude du CNRS s'appuyant sur une série de données couvrant la période 1971-2000. En 2020, Météo-France publie une typologie des climats de la France métropolitaine dans laquelle la commune est exposée à un climat océanique et est dans la région climatique  Normandie (Cotentin, Orne), caractérisée par une pluviométrie relativement élevée (850 mm/a) et un été frais (15,5 °C) et venté. Parallèlement le GIEC normand, un groupe régional d’experts sur le climat, différencie quant à lui, dans une étude de 2020, trois grands types de climats pour la région Normandie, nuancés à une échelle plus fine par les facteurs géographiques locaux. La commune est, selon ce zonage, exposée à un « climat maritime », correspondant au Cotentin et à l'ouest du département de la Manche, frais, humide et pluvieux, où les contrastes pluviométrique et thermique sont parfois très prononcés en quelques kilomètres quand le relief est marqué.
Pour la période 1971-2000, la température annuelle moyenne est de 11 °C, avec une amplitude thermique annuelle de 11,2 °C. Le cumul annuel moyen de précipitations est de 1 014 mm, avec 14,7 jours de précipitations en janvier et 7,7 jours en juillet. Pour la période 1991-2020, la température moyenne annuelle observée sur la station météorologique la plus proche, située sur la commune de Gouville-sur-Mer à 4 km à vol d'oiseau, est de 12,2 °C et le cumul annuel moyen de précipitations est de 844,8 mm,. Pour l'avenir, les paramètres climatiques de la commune estimés pour 2050 selon différents scénarios d’émission de gaz à effet de serre sont consultables sur un site dédié publié par Météo-France en novembre 2022.

## Urbanisme

### Typologie
Au 1er janvier 2024, Saint-Malo-de-la-Lande est catégorisée commune rurale à habitat dispersé, selon la nouvelle grille communale de densité à sept niveaux définie par l'Insee en 2022.
Elle est située hors unité urbaine. Par ailleurs la commune fait partie de l'aire d'attraction de Coutances, dont elle est une commune de la couronne,. Cette aire, qui regroupe 37 communes, est catégorisée dans les aires de moins de 50 000 habitants,.

### Occupation des sols
L'occupation des sols de la commune, telle qu'elle ressort de la base de données européenne d’occupation biophysique des sols Corine Land Cover (CLC), est marquée par l'importance des territoires agricoles (92,2 % en 2018), une proportion identique à celle de 1990 (92,2 %). La répartition détaillée en 2018 est la suivante : prairies (41,8 %), zones agricoles hétérogènes (29,7 %), terres arables (20,7 %), forêts (7,8 %). L'évolution de l’occupation des sols de la commune et de ses infrastructures peut être observée sur les différentes représentations cartographiques du territoire : la carte de Cassini (XVIIIe siècle), la carte d'état-major (1820-1866) et les cartes ou photos aériennes de l'IGN pour la période actuelle (1950 à aujourd'hui).

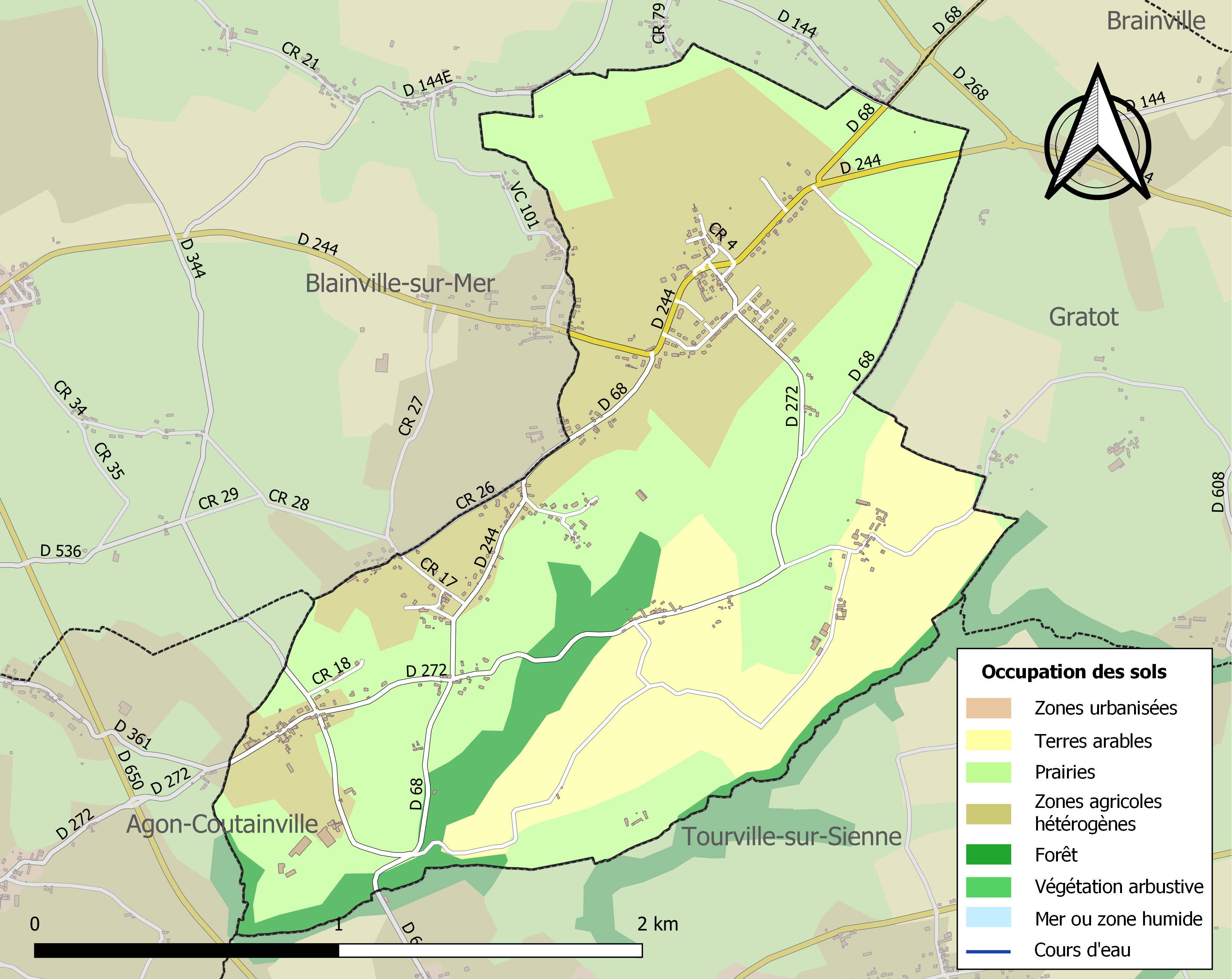
Carte des infrastructures et de l'occupation des sols de la commune en 2018 (CLC).

## Toponymie
Le nom de la localité est attesté sous la forme ecclesia Sancti Macuti de la Landa au XIIIe siècle.
Son église est dédiée à saint Malo.
L’ancien français lande a initialement désigné une contrée boisée, puis une terre libre, ouverte, et plus particulièrement une terre couverte de bruyère ou d’ajoncs dans les parlers de l’Ouest. En toponymie, ce terme semble d’emploi tardif, son usage est en tout cas exceptionnel avant le XIe siècle, et son apparition pourrait alors correspondre aux grands défrichements du début du second millénaire.
Le gentilé est Malouins.

## Histoire
Un seigneur de Saint-Malo participa en 1066 à la conquête normande de l'Angleterre.
La seigneurie de Saint-Malo-de-la-Lande a été la possession de la famille Davy qui étaient également seigneurs du Perron et de Virville à Saint-Aubin-du-Perron, de Boisroger, de Quettreville, d'Amfreville, de Muneville, de Feugères, de Montcuit, de Mary et de Guéhébert.
Aux XVIIe et XVIIIe siècles on compte parmi les familles seigneuriales celle de Bordes. Le dernier seigneur de Saint-Malo fut Charles de Bordes de Folligny (1746-1807), lieutenant de vaisseau et chevalier de Saint-Louis. Il n'émigra pas et se cacha dans le clocher de l'église. Il sera maire de 1803 à 1807.

## Politique et administration
| Période                                  | Période  | Identité             | Étiquette | Qualité              |
| ---------------------------------------- | -------- | -------------------- | --------- | -------------------- |
| 1975                                     | 1983     | Georges Coulon       |           | Cultivateur          |
| 1983                                     | 1989     | Charles Coulon       |           | Agriculteur, éleveur |
| 1989                                     | En cours | Jean-Pierre Perrodin | SE        | Agriculteur          |
| Les données manquantes sont à compléter. |          |                      |           |                      |

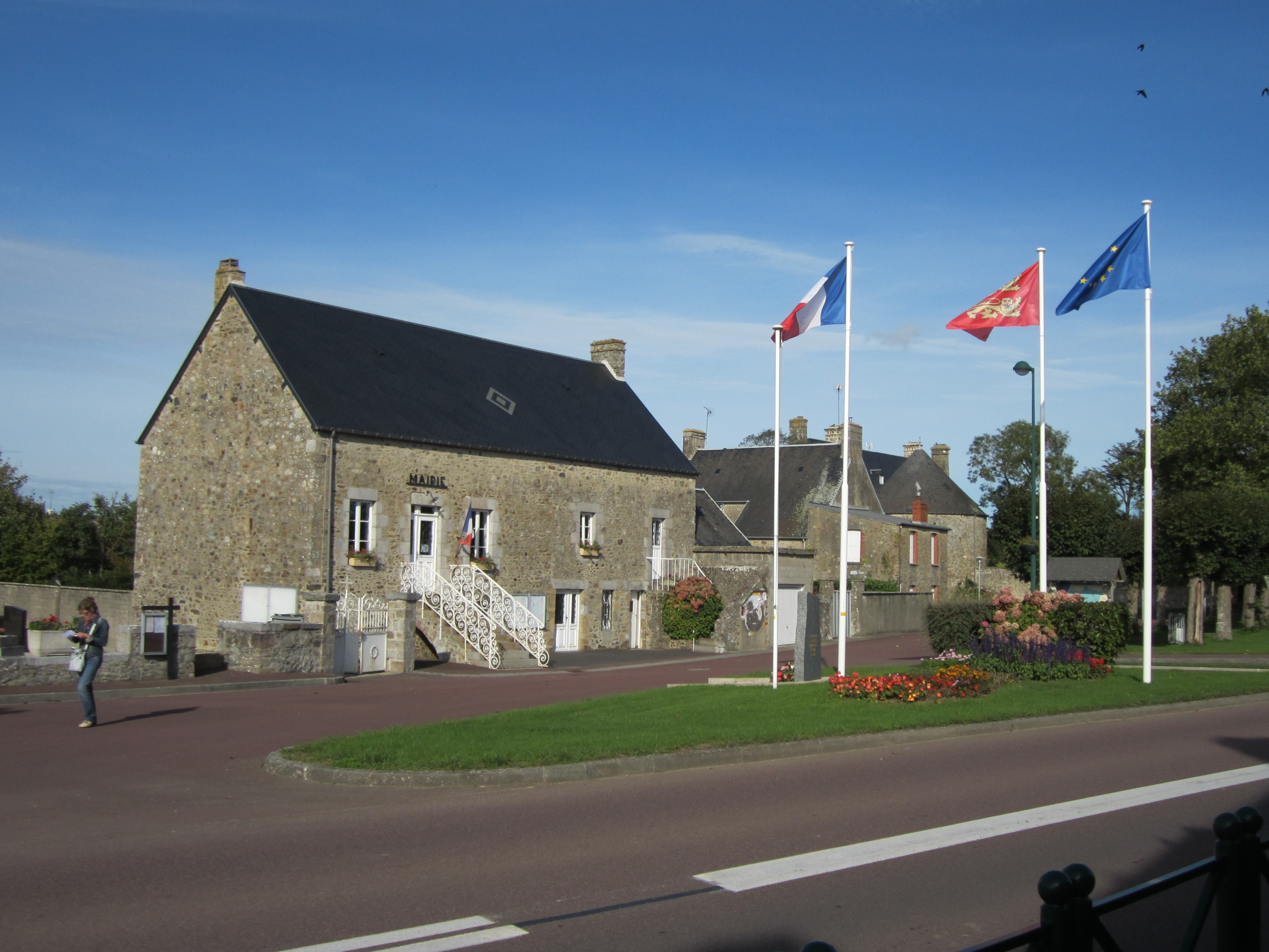
La mairie.

Le conseil municipal est composé de onze membres dont le maire et deux adjoints.

## Démographie
L'évolution du nombre d'habitants est connue à travers les recensements de la population effectués dans la commune depuis 1793. Pour les communes de moins de 10 000 habitants, une enquête de recensement portant sur toute la population est réalisée tous les cinq ans, les populations de référence des années intermédiaires étant quant à elles estimées par interpolation ou extrapolation. Pour la commune, le premier recensement exhaustif entrant dans le cadre du nouveau dispositif a été réalisé en 2006.
En 2022, la commune comptait 462 habitants, en évolution de −3,75 % par rapport à 2016 (Manche : −0,31 %, France hors Mayotte : +2,11 %).
Saint-Malo-de-la-Lande a compté jusqu'à 467 habitants en 1821.
| 1793 | 1800 | 1806 | 1821 | 1831 | 1836 | 1841 | 1846 | 1851 |
| ---- | ---- | ---- | ---- | ---- | ---- | ---- | ---- | ---- |
| 444  | 449  | 440  | 467  | 424  | 420  | 420  | 444  | 460  |

| 1856 | 1861 | 1866 | 1872 | 1876 | 1881 | 1886 | 1891 | 1896 |
| ---- | ---- | ---- | ---- | ---- | ---- | ---- | ---- | ---- |
| 457  | 459  | 443  | 406  | 407  | 406  | 410  | 407  | 316  |

| 1901 | 1906 | 1911 | 1921 | 1926 | 1931 | 1936 | 1946 | 1954 |
| ---- | ---- | ---- | ---- | ---- | ---- | ---- | ---- | ---- |
| 322  | 290  | 308  | 261  | 259  | 285  | 280  | 270  | 285  |

| 1962 | 1968 | 1975 | 1982 | 1990 | 1999 | 2006 | 2011 | 2016 |
| ---- | ---- | ---- | ---- | ---- | ---- | ---- | ---- | ---- |
| 257  | 235  | 224  | 227  | 293  | 304  | 409  | 478  | 480  |

| 2021 | 2022 | - | - | - | - | - | - | - |
| ---- | ---- | - | - | - | - | - | - | - |
| 469  | 462  | - | - | - | - | - | - | - |

## Culture locale et patrimoine

### Lieux et monuments

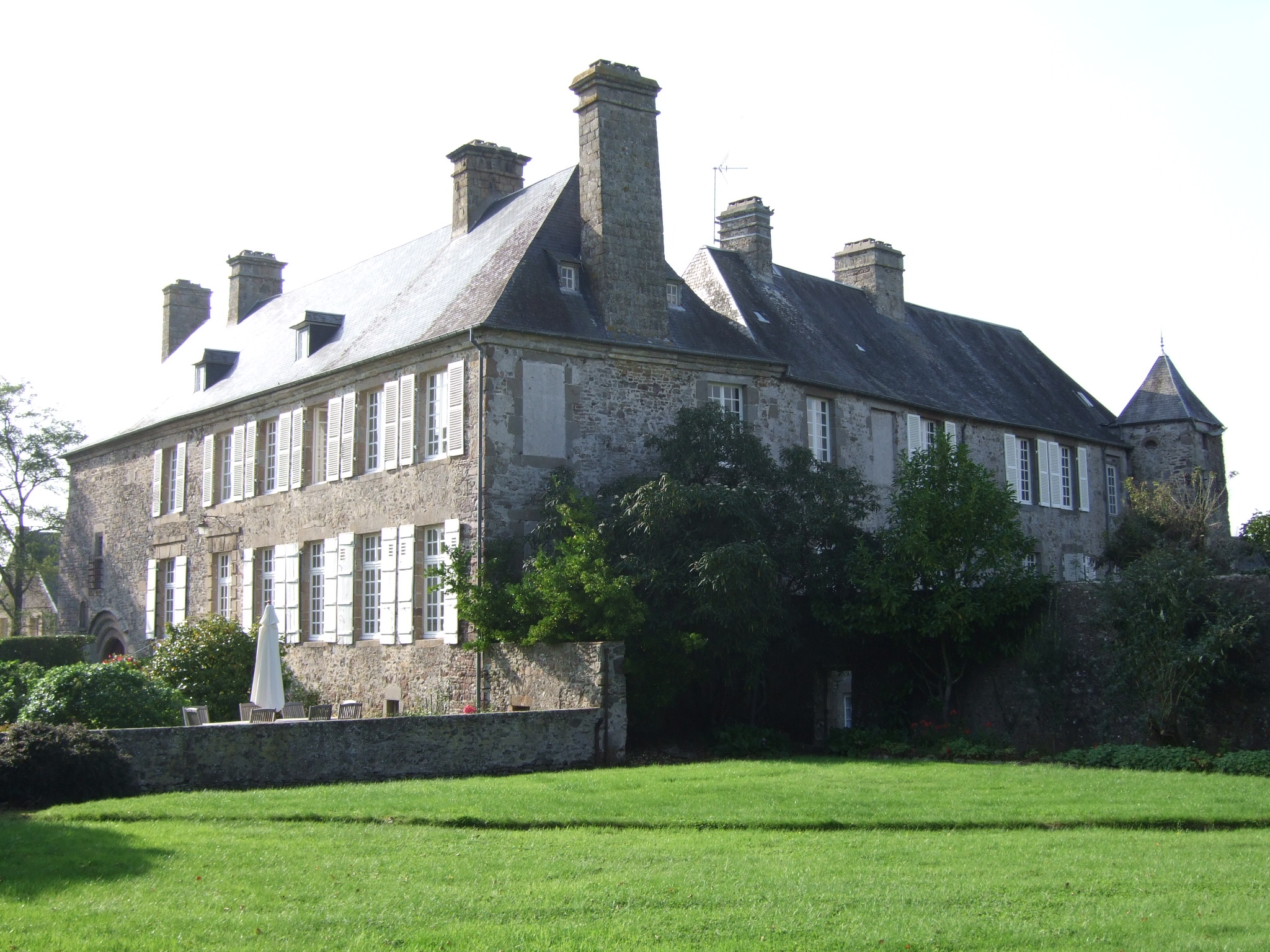
Le manoir de Saint-Malo.

- Manoir de Saint-Malo-de-la-Lande, daté de la fin du XVe ou du début du XVIe siècle, inscrit au titre des monuments historiques par arrêté du 1er septembre 2004[31]. Sa partie la plus ancienne est d'époque médiévale et sa façade ainsi que la porte d'entrée sont du XVIIe siècle[24]. Gros pigeonnier circulaire.
- Église Saint-Malo des XIVe, XVIe – XIXe siècles avec la tour entre le chœur et la nef, clocher coiffé d'un toit en bâtière et avant-porche en façade couvert en pierre en tas de charge[32]. L'édifice abrite une Vierge à l'Enfant du XVe et un groupe sculpté du XVIe représentant saint Clair et un donateur, classés au titre objet aux monuments historiques[33], ainsi qu'une statue de sainte Barbe et sa tour du XVIe, de sainte Eugienne du XVIe, un tableau le christ et les pèlerins d'Emmaüs du XIXe, une verrière du XXe[24], une cloche datée de 1803, et une pierre tombale du XVIIe[22].
- La fontaine Saint-Clair (saint Clair est un saint guérisseur que l’on invoquait contre tous les maux atteignant la vue).
- Le menhir couché dit La Pierre des Ruettes, pierre monolithe d’environ 1,90 m de long.

### Activité et manifestations

#### Sports
L'Union sportive Saint-Clair-Saint-Malo-de-la-Lande fait évoluer une équipe de football en division de district.

### Personnalités liées à la commune
- Léon Eyrolles (1861-1945), domicilié au manoir de Saint-Malo-de-la-Lande dans les années 1920[35].

### Héraldique
| Blason de Saint-Malo-de-la-Lande | Blason  | Écartelé : aux 1er et 4e d'or à un lion de gueules, aux 2e et 3e d'argent à deux chevrons d'azur.              |
| Blason de Saint-Malo-de-la-Lande | Détails | Armes de la famille de Bordes de Folligny, dont était issu le dernier seigneur du lieu. Adopté en janvier 2014 |